# 雙持
雙持（Dual Wielding，在電子遊戲中也被描述為Akimbo）是指戰鬥人員雙手同時各握持著一件武器戰鬥。 由於同時使用兩件武器難度較高，即使精通雙持也不見得比使用雙手武器、同時使用單手武器與盾牌（雖然也可以算是雙持）、或只用一把單手武器有效，故在現實中並不是一種常見的戰鬥方式。

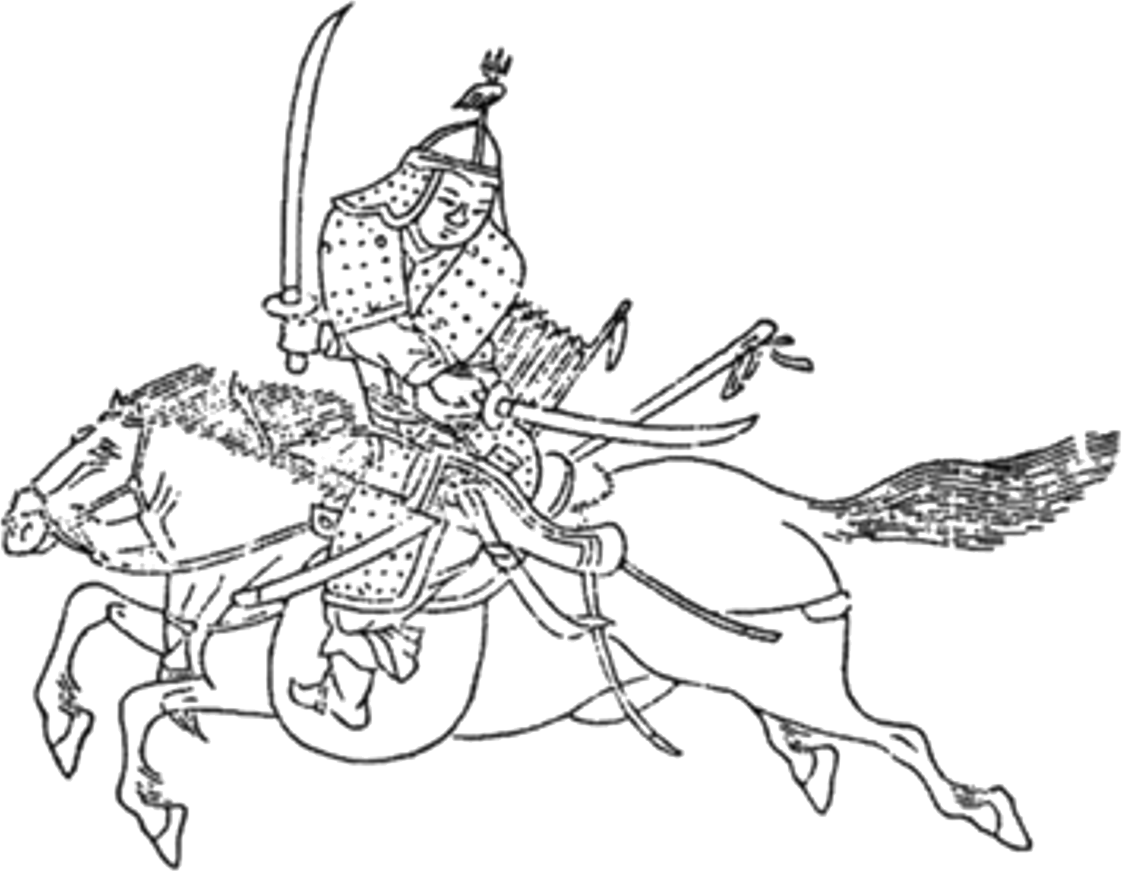
李氏朝鮮軍用戰技「馬上雙劍」

## 冷兵器

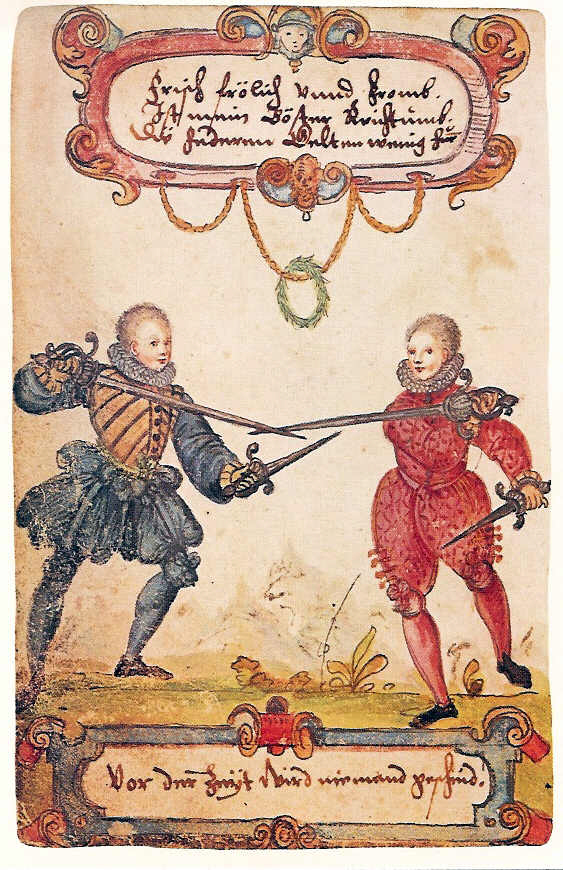
歐洲文藝復興時期的劍術訓練

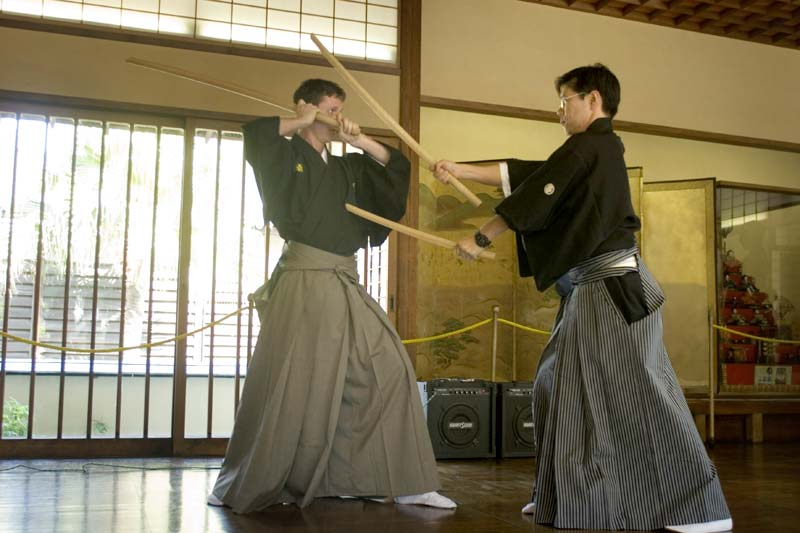
二天一流演武

雖然歷史上在戰爭中雙持的情況很少見，然而許多東方武術都有習練同時使用兩件武器，在一些西方武術和擊劍運動當中也能夠發現武器雙持的情況。
中國武術使用的兵器本就琳瑯滿目，許多門派又常將各種單手武器成對雙持，諸如雙刀、雙劍、雙鉤、雙叉、雙戟、雙鐧、雙鞭、雙鉞......，不勝枚舉。
自南亞到東南亞，使用雙武器的情形很普遍。或說因為氣候炎熱無法穿著重甲，沒有破甲的需要，重武器就不如輕武器盛行，而輕武器較適合雙持。印度的雙棍和泰國的雙刀都很有名。菲律賓雙（短）棍因李小龍的電影而聞名於世，但菲律賓武術的兵器其實非常多元，且不限定同種武器成對使用，短棍、單手（長）刀、短刀、匕首、虎爪刀及其他多種武器，構成各式各樣的搭配。
釵，又名筆架叉或鐵尺，廣泛分布於亞洲，例如印度、中國、泰國、越南等。雖然有多種形制，概分為純鈍器和有鋒刃兩種，且幾乎都是成對使用。琉球（沖繩）的釵法隨著空手道傳播到世界各地，最為人所知。由於沖繩現今為日本領土，常被誤認為日本特有，甚至以訛傳訛為忍者專用的兵器。
在日本，同時使用兩把武器被稱為二刀流。古代日本武士都隨身配戴一長一短兩把刀，「二刀流」也以長短雙刀最為常見，但不限於此。例如駒川改心流有使用兩柄長刀的技法、包含天道流在內的許多流派有使用兩柄短刀的「小太刀二刀流」。而且雖然字面上是指兩把刀劍類武器，「二刀流」也泛指其他各種形式的雙持，例如刀與刀鞘、兩把十手、甚至鎖鐮一類的特殊兵器。日本古武術兼習「二刀流」的門派極多，亦不乏以「二刀流」為主的門派，最著名者當屬宮本武藏創立的「二天一流」。近代「二刀流」一詞更衍生出左右開弓、雙管齊下等意涵。
朝鮮半島在十六世紀末經歷日本入侵後，當時統治朝鮮半島的李朝痛定思痛，研究中、日、朝三地的武術，陸續編製了一系列軍事武術教範手冊，最終在1798年彙整為《御用武藝圖譜》。該書共二十四技當中，雙劍就佔了兩技，即「雙劍」和「馬上雙劍」。
在西方，常見的雙武器組合為一柄主武器搭配一把輔助武器，例如主手持單手長劍、副手拿匕首，兩把武器既各司其職又相輔相成。

## 槍械
熱兵器槍械方面，雙持是一種十分常見於電影和電視劇的戰鬥方式，在許多動作電影和科幻電影（如：、等）當中都不難發現作品中的人物雙手各拿著一把槍（通常是手槍或衝鋒手槍）攻擊敵人的情況。基於雙持槍械（一般稱為雙槍）在電影中的普及程度，許多電子遊戲、小說和動畫也吸收了這種原素。
同時使用兩把槍故然能夠為使用者提供更多的彈藥，然而也會因此產生後座力過大、難以控制、射擊精度嚴重降低，以及難以重新裝填子彈等問題，因此槍械的雙持在現實中很罕見。不過俄羅斯特種部隊就有訓練戰鬥人員使用雙槍的情況，他們把這種射擊方式稱為「馬其頓式射擊」，主要是以雙槍提供火力壓制，而非直接準確地擊殺敵人。「馬其頓式射擊」最早可追溯至1930年代，當時內務人民委員會就曾訓練人員同時使用兩把轉輪手槍戰鬥。而在可快速裝填的火器尚未流行的17至19世紀，歐洲的海盗也曾攜帶多把燧發手槍以應付戰鬥，所以不排除他們會一次使用兩把手槍攻擊敵人。另外在西部時期也曾有槍手和不法份子同時使用兩把轉輪手槍的情況。
較雙槍更為常見的，是近身戰鬥用的主手持手槍、副手持小刀，當中較著名的有米高·哈里斯發明的“Harries Technique”。貼身戰鬥刀械比槍枝更有用，近距離射擊單手持槍也會是有效的方式，距離稍微拉開時持刀的副手能協助支撐主手的手槍，因此槍刀的組合可以有效運用於狹窄空間的戰鬥，也作為可能發生近身戰的預備動作，例如在叢林、巷弄或屋內搜尋敵人。

## 雙持在流行文化被使用的例子
- 李小龍在他1972年上映的香港武打電影《猛龍過江》中, 首次展示雙手同時各使用一把雙節棍去痛毆一大群黑幫惡霸, 精湛的雙持武術, 轟動世界影壇, 讓世人們對中國武術和香港電影刮目相看，掀起全球功夫熱潮。[3]
- 在金庸武俠小說《神鵰俠侶》中，小龍女學會了雙手互搏之後，兩手分別使出全真劍法和玉女剑法 (玉女素心剑法)，連金輪法王都難以招架。絕情谷谷主公孫止是小說中的反派人物，所使的陰陽倒亂刃法是右手持黑劍，左手持鋸齒金刀，刀法劍法同使時，剛柔相濟，陰陽相輔。在小說第三十二回, 小龍女為奪回公孫止強搶去的半枚絶情丹, 在絶情谷懸崖上雙手同使玉女素心劍法大勝公孫止的金刀黑劍, 這是金庸小說中最精彩的雙持對決比武場面。
- 在金庸武俠小說《笑傲江湖》中，任盈盈的兵器為一對長短雙劍，長短劍或虛或實，出手詭奇，如烟如雾，極盡飄忽 。在小說第三十回, 任盈盈為救令狐冲於恒山懸空寺上, 與日月神教青龍堂長老賈布大打出手。賈布所使的一對判官筆份量極重，揮舞之際，發出有似鋼鞭、鐵鐧般聲息，每一招都是筆尖都是指向敵人身上各處大穴。
- 在金庸武俠小說《書劍恩仇錄》中，紅花會十一女當家駱冰, 綽號“鴛鴦刀”，除了使一長一短的一對刀外，還擅長放飛刀，金庸說她「纖指執白刃，如持鮮花枝」(第二回)。
- 在金庸武俠小說《碧血劍》中，五毒教教主何鐵手的父親認為兵器拿在手裡，總不如乾脆裝在手上靈便, 所以從小把她左手掌割去，裝上一鐵鉤，名為鐵蜈鈎，而右手可配合使用不同武器如蠍尾鞭、軟紅蛛索、金鋘鈎 (第十六回) 。
- 在金庸武俠小說《倚天屠龍記》中，張翠山外號叫做“銀鉤鐵劃”，原是因他左手使爛銀虎頭鉤、右手使鑌鐵判官筆，寓武學於書法而起 (第四回)。玄冥二老中鶴筆翁所用兵器為雙筆，筆端銳如鶴嘴，晶光閃亮 (第二十六回)。
- 由吳宇森執導的香港電影（如：、《英雄本色》）都普遍地帶有槍械雙持的情節。
- 在《马克思·佩恩》系列中，玩家扮演的马克思·佩恩可以手持两把短武器（手枪或冲锋手枪）进行射击，虽然弹药消耗量更大，但能在非爆头的情况下更快击杀敌人。
- 在《三部曲》中都出現了角色雙持武器的情節，包括：主角尼奥在中雙持HK MP5K衝鋒槍、Vz. 61蠍式衝鋒槍以及貝瑞塔92FS手槍攻擊士兵和特工；在中使用兩把鐵尺和棍子攻擊梅羅文加的手下等。
- 在《變形金剛》中，都出現了部分角色雙持武器的情節。
- 在裡，有部分的絕地武士或西斯武士持有兩把光劍戰鬥。
- 在中，主角約翰·普雷斯頓會使用兩支全自動貝瑞塔92FS手槍改裝型進行槍械形式的戰鬥。
- 在中，T-800在警局跟警察火拼期間分別以左手握持AR-18突擊步槍及以右手握持弗蘭基SPAS-12戰鬥霰彈槍作出攻擊，這可被理解為來自未來的戰鬥用機械人有着比起正常人類強得多的體力，因此能夠輕易地抵消後座力。
- 在中，主角衛斯理·吉柏森曾多次使用兩把手槍戰鬥，甚至還能超乎常理地扭曲彈道，射出轉彎的子彈。
- 在《Soldat》當中，0.94c版以後的第1件主要武器是雙持沙漠之鷹手槍。
- 在《系列》當中出現的恐怖份子專用武器「.40 Dual Elites」為同時使用兩把貝瑞塔96G手槍，及《絕對武力2》當中被改為兩把不銹鋼貝瑞塔M9A1手槍。
- 從開始，系列的部份作品內都設有雙持技能。
- 在當中，資料片「背叛」新增的武器Dual Vz.61為同時使用兩把Vz. 61蠍式衝鋒槍，該武器具備射速高及火力猛烈的特點，但無法以機械瞄具進行瞄準射擊。
- 在當中武器雙持也廣泛出現（如：女主角蕾薇使用的槍械為兩支被稱為「Sword Cutlass」的特制型不銹鋼貝瑞塔92FS手槍，並有著＂Two-Hand＂的外號；香港黑幫造型的張維新使用兩支AMT Hardballer半自動手槍或貝瑞塔M76半自動手槍等），更吸收了吳宇森的一些暴力美學要素。
- 在《刀劍神域》當中「二刀流」為主角桐谷和人（桐人）的獨有技能。
  - 在《刀剑神域外传Gun Gale Online》中，角色“莲”曾经使用双持Vz. 61蝎式冲锋枪和Vorpal Bunny手槍，而角色“不可次郎”则双持MGL-140。
- 在《RWBY》當中都出現了角色雙持武器的情節，如Emerald Sustrai、Winter Schnee、Tyrian Callows、Lie Ren等人
- 在中，有部分的角色持有兩把槍枝戰鬥，如閃光，死神等。
- 在《忍者神龜》中，四位主角中有三位使用雙武器：李奧納多（雙刀）、米開朗基羅（兩隻雙節棍）、拉菲爾（雙釵）。
- 在《鬼滅之刃》中，角色嘴平伊之助就使用兩把日輪刀進行戰鬥，且因配音員與桐人相同（松岡禎丞），故又被稱為「星爆伊之助」。

## 另見
- 槍械形

## 外部連結
- 雙槍在電子遊戲的歷史 （页面存档备份，存于）